# Zwetan Genkow
Zwetan Walentinow Genkow (auch Tsvetan Valentinov Genkov geschrieben, bulgarisch Цветан Генков, * 8. August 1984 in Mesdra) ist ein bulgarischer Fußballspieler.

## Karriere

### Verein
Genkow begann seine Karriere bei dem örtlichen Fußballklub Lokomotive Mesdra und spielte dort von 1996 bis 2002 in der Jugend. 2002 debütierte er in der ersten Mannschaft. 2004 wechselte er zu Lokomotive Sofia und kam bis 2007 auf 102 Ligaspiele. In seiner letzten Saison wurde er mit 27 Toren Torschützenkönig der Liga. Am 9. Juni 2007 wechselte er nach Russland zum FK Dynamo Moskau. Er spielte dort auf der Position des Stürmers und trug die Rückennummer 16. Nach 37 Spielen und vier Toren, wechselte er im Januar 2011 zu Wisła Krakau. Hier erzielte er in 55 Partien insgesamt 17 Tore und wechselte 2013 zu Lewski Sofia.
Im Sommer 2014 wechselte Genkow in die zweite türkische Liga und unterschrieb für zwei Jahre bei Denizlispor. Sein Vertrag wurde im Sommer 2016 nicht verlängert, woraufhin Genkow zu Lok Gorna Orjachowiza wechselte.

### Nationalmannschaft
2005 absolvierte er sein erstes Länderspiel für die bulgarische Fußballnationalmannschaft und kam bis 2012 auf insgesamt 18 Einsätze.

## Erfolge
Lokomotive Sofia
- Torschützenkönig der bulgarischen Meisterschaft: 2006/07
- A Grupa: 3. Platz 2006/07

FK Dynamo Moskau
- Premjer-Liga: 3. Platz 2008